# Rhinocricus cophurus
Rhinocricus cophurus är en mångfotingart som beskrevs av Chamberlin 1941. Rhinocricus cophurus ingår i släktet Rhinocricus och familjen Rhinocricidae. Inga underarter finns listade i Catalogue of Life.